# Pardosa flavisterna
Pardosa flavisterna là một loài nhện trong họ Lycosidae.
Loài này thuộc chi Pardosa. Pardosa flavisterna được Lodovico di Caporiacco miêu tả năm 1935.